# Family (Stargate SG-1)
Family (Familia) es el octavo  episodio de la segunda temporada de la serie de televisión de ciencia ficción Stargate SG-1. Corresponde al trigésimo episodio de toda la serie.

## Trama
Bra'tac llega por el Portal para informar a Teal'c que Apophis secuestro a su hijo.
El Gral. Hammond permite que el SG-1 vuelva a Chulak para traer a Drey'auc y Rya'c a la Tierra, de modo que Teal'c ya no sea más vulnerable a los Goa'uld a través de su familia.
Ya en Chulak, van a la casa en donde está viviendo Drey'auc ahora. Resulta ser la casa de Fro'tak, un viejo amigo de Teal'c, que revela que como pensaron que éste había muerto, Drey'auc se casó con él, para dar a Rya'c una vida mejor. Teal'c se siente traicionado, pero Bra'tac logra que jure que no matara a Fro'tak. O'Neill y Bra'tac deciden mantener vigilado a Fro'tak, debido a que ya no confían tanto en él cómo antes.
El intento inicial de rescatar a Rya'c funciona, pero él comienza a gritar llamando a los guardias. Resulta que Apophis le ha lavado el cerebro, por lo que el equipo lo deja allí y huye. En un mensaje de difusión a la gente de Chulak, Rya'c confirma esto, llamando a su padre un traidor a Apophis, a Chulak, y a su familia. Se fija entonces un precio por la cabeza de Teal'c. A pesar de lo que dice el resto del SG-1, Teal'c cree que Rya'c está luchando contra el lavado de cerebro, porque durante la transmisión dijo que su madre es de las arboledas de la mañana, lo que no es cierto. Teal'c interpreta esto como una petición para otro rescate por la mañana. El SG-1 y Bra'tac no se convencen, pero Teal'c está determinado. Luego todos se esconden cuando una patrulla va a buscar en la casa de Fro’tak, a Teal'c y a los otros.
Tarde esa noche, Drey'auc y Teal'c hacen las paces y se besan. Sin saberlo, Fro'tak ve esto, y sale en secreto hacia el palacio. El Coronel lo descubre, y decide seguirlo. En el palacio, Fro'tak informa a un guardia donde esta el traidor Teal'c, pero en ese momento llega O'Neill y les dispara. Cuando Fro’tak intenta llamar a más guardias, O'Neill no tiene otra opción más que matarlo.
Al otro día, Jack vuelve a la casa, vestido como Jaffa. Después todos van al rescate de Rya'c por segunda vez. Fácilmente vencen a los Guardias y llevan a Rya'c al portal que solo está protegido por 2 Jaffa. A pesar de las dudas todos, excepto Bra'tac, vuelven al SGC.
Allí, Rya'c aprueba sus exámenes médicos, pero Drey'auc recuerda que mientras entrenaba con Bra'tac antes de que Apophis lo tomara, él perdió dos de sus dientes, pero ahora los tiene de vuelta. Al saber esto, anestesian a la fuerza a Rya'c y le quitan los dientes. Determinan que los dientes contenían 2 organismos que combinados podrían acabar con toda la vida en la Tierra en una semana. Al despertar, Rya'c trata de hacer esto pero ya no los tiene. Teal’c y Drey’auc tratan de convencerlo que Apophis no es un dios, pero no funciona, así que deciden le dan una sacudida eléctrica con un Zat. Esto le causa mucho dolor, pero funciona y Rya’c despierta normal, aunque sin recordar lo sucedido durante estos días. Drey'auc y Rya'c entonces son enviados a la tierra de la luz, en donde pueden estar seguros y libres, junto con Teal'c, quién decide quedarse un tiempo con ellos.

## Artistas invitados
- Tony Amendola como Bra'tac.
- Brook Parker como Drey'auc.
- Teryl Rothery como la Dra. Janet Fraiser.
- Peter Williams como Apophis
- Neil Denis como Rya'c
- Peter Bryant como Fro'tak.
- Jan Frandsen como Dj'nor.
- Laara Sadiq como la técnico Davis.